# مطار مدينة اليورانيوم
يقع مطار مدينة اليورانيوم (إياتا: YBE، إيكاو: CYBE) على بعد 4 أميال بحرية (7.4 كم، 4.6 ميل) شرق مدينة اليورانيوم، ساسكاتشيوان، كندا. 
بنت شركة إلدورادو للتعدين والتكرير المحدودة في الخمسينيات من القرن الماضي لدعم عمليات التعدين المتنامية حول مدينة اليورانيوم. تولت شركة Transport Canada الملكية في السبعينيات.
بعد توقف التعدين، بدأت هجرة السكان الكبيرة من مدينة اليورانيوم . تولت حكومة مقاطعة ساسكاتشوان  ملكية المطار في أوائل عام 1997 من هيئة النقل الكندية. خُفضَ مستوى المنشأة بعد ذلك بعامين حيث تم تقصير مدرجها من 5000 قدم (1500 م) إلى 3930 قدمًا (1200 م) ، بينما انخفض عرض المدرج إلى النصف إلى 100 قدم (30 م).

## شركات الطيران والوجهات
| شركـات طيـران | الوجهات   |
| ------------- | --------- |
| Rise Air      | Saskatoon |